# Charles Santoni
Charles Santoni (Isulacciu di Fiumorbu, 1931) és un advocat i escriptor cors. Atret pel nacionalisme cors, el 1960 va crear a París el moviment estudiantil Unió Corsa, l'òrgan del qual, el bimestral Unió Corsa, fundà el 1961. El 1966 va integrar la Unió Corsa al Front Regionalista Cors (FRC) i va escriure amb Edmond Simeoni el manifest Main basse sur l'île... (1971), en el que es basà bona part del moviment autonomista posterior.
Quan el 1973 el FRC va transformar-se en Partit del Poble Cors, n'esdevingué un dels dirigents i fou un dels vuit redactors a U Castellà di Casinca de l'A chjama di Castellare, manifest nacionalista que reclamava l'autonomia. Va ser elegit diputat a les eleccions a l'Assemblea de Còrsega de 1982. Posteriorment s'uní al Partit Socialista.

## Obres
- Un demi-siecle de resistance et de repression corse 1789-1819 a Les Temps Modernes, núm 323-326 agost-setembre 1973.
- Liata Fiumorbaccia di 500 buccati corsi (1986) Premi del Llibre Cors
- Cantaleni (1994)
- Chronique de la Franc-maçonnerie en Corse (1772-1920) (1999)